# Auf doppelter Spur
Auf doppelter Spur (Originaltitel The Clocks) ist der 54. Kriminalroman von Agatha Christie. Er erschien zuerst im Vereinigten Königreich am 7. November 1963 im Collins Crime Club und im folgenden Jahr in den USA bei Dodd, Mead and Company. Der Scherz Verlag (Bern, München, Wien) veröffentlichte die deutsche Erstausgabe 1965 mit der bis heute verwendeten Übersetzung von Gretel Spitzer.
Es ermittelt Hercule Poirot in seinem 29. Roman. 
Der Roman ist durch die Tatsache bemerkenswert, dass Poirot keinen der Tatorte besichtigt und mit keinem Zeugen oder Verdächtigen spricht, weil er beweisen will, dass das Verbrechen allein durch die Leistungen seiner Intelligenz aufgeklärt werden kann. 
Dieser Roman ist in der Reihe der Poirot-Romane nach langer Zeit der erste, der zumindest teilweise aus der Ich-Perspektive erzählt wird. Eine Technik, die Agatha Christie zuvor in dem Roman mit Ariadne Oliver Das fahle Pferd nach vielen Jahren wieder angewandt hatte. 

## Einführung
Sheila Webb arbeitet in einem Büro, das neben den üblichen Büroarbeiten auch direkt beim Kunden Schreibarbeiten erledigt. So wird sie an einem Nachmittag zu einer Kundin bestellt. Was sie aber vorfindet, ist eine von sechs Uhren umgebene Leiche, von denen vier um 16 Uhr 13 stehengeblieben sind. Als die blinde Bewohnerin des Hauses zurückkehrt, läuft Sheila schreiend aus dem Haus in die Arme eines jungen Mannes, der bei den nun folgenden Ermittlungen eine Hauptrolle spielen wird.

## Handlung
Als er der Siedlung in der Straße Wilbraham Crescent (Mondsichel) einen Besuch abstatten will, hält der Spezialagent des Geheimdienstes Colin Lamb plötzlich eine junge Frau in seinen Armen. Sie kam schreiend aus dem Haus Nr. 19. Lamb war in der Straße, um einer Spur nachzugehen, die ein anderer Agent hinterlassen hatte, bevor er ermordet wurde. Er hatte ein M, eine 61 und eine Mondsichel aufgezeichnet.
In der Jackentasche der Leiche, die Sheila entdeckt hatte, findet man eine Visitenkarte eines Versicherungsvertreters namens „R. H. Curry“. Diese stellt sich schnell als falsch heraus, weil weder die Versicherungsgesellschaft noch ein Vertreter mit diesem Namen existieren. 
Miss Martindale, Sheilas Chefin, gibt an, dass der Termin im Haus der blinden Dame, Miss Pebmarsh, telefonisch vereinbart worden sei und dass Miss Pebmarsh speziell nach Sheila verlangt habe. Miss Pebmarsh bestreitet jedoch, Sheila bestellt zu haben. 
Inspektor Hardcastle erfährt gemeinsam mit Lamb in Haus Nr. 18 von Miss Waterhouse alles über die Nachbarschaft. Eine bunte Mischung verschiedenen Alters und sozialer Herkunft. In Haus Nr. 20 wohnt Mrs. Hemming in einem Haus voller Katzen. In Nr. 61, genau hinter der Nr. 19, haben Mr. und Mrs. Bland gerade eine Menge Geld von einem Verwandten aus Übersee geerbt. In Haus Nr. 62 wohnt Mrs. Ramsay mit ihren beiden Jungen, die ihr ständig Ärger machen. Ihr Mann, ein Ingenieur, arbeitet häufig im Ausland. 
Sheila gerät nun in Verdacht. Ihre Tante wird verhört und sagt aus, dass Sheilas erster Vorname Rosemary lautet. Der Name stand auf dem Etui eines Reiseweckers, der am Tatort gefunden worden war und nun plötzlich verschwunden ist. Lamb ist über die Entwicklung frustriert und entscheidet sich, zu Poirot Kontakt aufzunehmen, einem alten Freund seines Vaters. Er besucht Poirot, der den Fall nun von seinem Sessel aus aufklären will. Lamb schildert die Tatsachen und verlässt Poirot mit einer Liste, wie nun weiter vorzugehen ist. 
Edna Brent, eine Kollegin von Sheila, ist völlig durcheinander, weil ihr irgendetwas Wichtiges eingefallen ist. Sie versucht mit Hardcastle Kontakt aufzunehmen, der aber keine Zeit hat. Später findet man sie tot in einer Telefonzelle im Wilbraham Crescent, erwürgt mit ihrem eigenen Schal. 
Eine Frau, Merlina Rival, betritt die Szenerie und identifiziert die Leiche von „Mr. Curry“ als ihren angeblichen Ehemann, den sie aber 15 Jahre nicht gesehen habe. Der Mann war ihr als Harry Castleton begegnet und hatte es zu seinem Beruf gemacht, Frauen um ihre Ersparnisse zu bringen. Um ihre Identifizierung zu bestätigen, sagt sie, dass ihr Mann eine Narbe hinter dem Ohr habe. Hardcastle stellt aber schnell fest, dass die Narbe noch keine 15 Jahre alt ist, sie also davon nichts wissen konnte. Nachdem er sie damit konfrontiert, ruft sie heimlich die Person an, von der sie den Auftrag für die falsche Identifizierung erhalten hatte, und droht damit, die Wahrheit zu sagen. Sie wird das dritte Opfer. 
Die Ermittlungen geraten in Schwung, als Colin die zehnjährige Geraldine Brown kennenlernt. Sie hatte, weil sie sich das Bein gebrochen hatte, von ihrem Zimmer aus mit einem Opernglas die Vorgänge im Wilbraham Crescent beobachtet. Sie berichtet, dass ein neuer Wäscheservice einen schweren Sack mit Wäsche am Mordtag geliefert habe. 
Er entdeckt auch, dass Mrs. Ramsays Ehemann hinter den Eisernen Vorhang übergelaufen ist. Anderweitig ist sie aber nicht in das Geschehen verwickelt. 
Poirots Idee ist nun, dass dieser scheinbar komplizierte Mord von einem ganz einfachen ablenken soll. So stellen sich die Uhren als Red Herring heraus. Auch der Auftritt von Sheila und die Verwirrung über die Identität der Leiche dienen nur der Ablenkung. Edna war, weil sie wegen eines kaputten Absatzes früher vom Essen ins Büro zurückgekommen war, aufgefallen, dass Miss Martindale gar nicht telefoniert hatte. Und so stellt sich heraus, dass Miss Martindale die Schwester von Mrs. Bland ist. Mrs. Bland ist die zweite Frau von Mr. Bland, aber die Erbin des Vermögens aus Übersee war seine erste Frau. Nun tauchte plötzlich Quentin Duguesclin auf, der die erste Frau Bland aus Kanada kannte. Er wurde also ermordet und in Miss Pebmarshs Haus gelegt. Alle Ablenkungsmanöver hatte Miss Martindale aus einem bisher noch nicht veröffentlichten Roman, den sie im Büro abgeschrieben hatten.
Auch zu dem mysteriösen Zettel des anderen Agenten gibt Poirot eine Spur. Er wurde immer falsch herum gehalten und so steht nun ein W (für Wilbraham), eine Mondsichel (für Crescent) und eine 19 – Miss Pebmarshs Haus. Er kann sie als Agentin überführen, er weiß aber inzwischen auch, dass sie Sheilas Mutter ist. Weil Colin Sheila heiraten möchte, bietet er ihr die Flucht an. Sie nimmt sein Angebot jedoch nicht an.

## Personen
- Hercule Poirot, der belgische Detektiv
- Inspektor Richard „Dick“ Hardcastle, der ermittelnde Beamte
- Sergeant Cray, ein Polizist
- Colin Lamb, ein Geheimagent (möglicherweise der Sohn von Superintendent Battle)
- Miss Martindale, Eigentümerin des Cavendish Büroservices
- Sheila Webb, eine Schreibkraft in diesem Büro
- Edna Brent, eine weitere Schreibkraft in diesem Büro
- Miss Pebmarsh, eine blinde Lehrerin und Bewohnerin von Wilbraham Crescent 19
- James Waterhouse, Bewohner von Wilbraham Crescent 18
- Edith Waterhouse, Schwester von James
- Mrs. Hemming, Bewohnerin von Wilbraham Crescent 20
- Josiah Bland, ein Architekt, Bewohner von Wilbraham Crescent 61
- Valerie Bland, Josiahs Frau
- Mrs. Ramsay, Bewohnerin von Wilbraham Crescent 62
- Bill Ramsay, Mrs. Ramsays kleiner Sohn
- Ted Ramsay, Mrs. Ramsays kleiner Sohn
- Angus McNaughton, ein pensionierter Professor, Bewohner von Wilbraham Crescent 63
- Mrs. McNaughton, seine Frau
- Gretel, dänische Haushaltshilfe der McNaughtons
- Merlina Rival, eine Frau mit zweifelhaftem Ruf
- Colonel Beck, Colins Chef im Geheimdienst
- Geraldine Brown, ein zehnjähriges Mädchen

## Bezüge zu anderen Werken
- In Kapitel 14 spricht Poirot wieder einmal über einen seiner besten Fälle – es ist der Nemeische Löwe, die erste Geschichte aus Die Arbeiten des Herkules.
- In Kapitel 14 erwähnt Poirot Werke anderer Autoren, darunter Der Fall Leavenworth, die Abenteuer des Arsène Lupin und Das Geheimnis des gelben Zimmers.
- In Kapitel 24 wird an die Rolle von Poirot in Wiedersehen mit Mrs. Oliver erinnert.
- In Kapitel 25 lernt Lamb das Mädchen mit dem Gipsbein kennen, das die Leute in der Straße beobachtet. Ein Motiv, das sehr an Alfred Hitchcocks Das Fenster zum Hof erinnert.

## Verfilmungen
Der Roman wurde für die zwölfte Staffel der englischen Fernsehserie Agatha Christie’s Poirot mit David Suchet als Poirot verfilmt, siehe Auf doppelter Spur.

## Hörbücher
- 2009 Auf doppelter Spur: Ungekürzte Ausgabe: Martin Maria Schwarz; Regie von Hans Eckardt: Verlag Hörbuchproduktionen (Marburg)[5]

## Wichtige englischsprachige und deutschsprachige Ausgaben
- 1963 Collins Crime Club (London), 7. November 1963
- 1964 Dodd Mead and Company (New York)
- 1965 deutsche Erstausgabe im Scherz Verlag in der Übersetzung von Gretel Spitzer[4]
- 2018 Neuübersetzung von Giovanni und Ditte Bandini im Atlantik Verlag